# Helicon
Lo helicon, o elicone, è uno strumento musicale appartenente alla famiglia degli ottoni dal registro grave che viene suonato appoggiato sulle spalle.
Questo strumento, molto popolare nell'Europa centrale ed orientale, è stato inventato a Vienna da Ignaz Stowasser su idea di Wilhelm Wieprecht, nel 1845, e successivamente brevettato e prodotto dalla fabbrica di strumenti musicali Musikinstrumente Stowasser, divenendo immediatamente popolare nelle bande militari e di ottoni. Wieprecht venne probabilmente ispirato da un analogo strumento che vide utilizzare in una banda militare russa.
L'elicone possiede una forma che lo rende idoneo ad essere imbracciato ed avvolto attorno al torso del musicista, una soluzione che ne favorisce l'utilizzo nelle sfilate al passo delle bande militari, ed è caratterizzato da una voce possente e penetrante.
Dall'Helicon è derivato il sousafono che lo ha gradualmente rimpiazzato in ambito bandistico.

## La famiglia degli eliconi
L'azienda tedesca Melton basandosi su questo strumento ha sviluppato, usando le stesse proporzioni acustiche, il potente Červený Imperial BB-flat Contrabass Helicon:
- Soprano in Mi♭
- Alto in Si♭
- Tenore in Mi♭
- Baritono in Si♭
- Basso in Fa (o in Mi♭)
- Contrabasso in Si♭

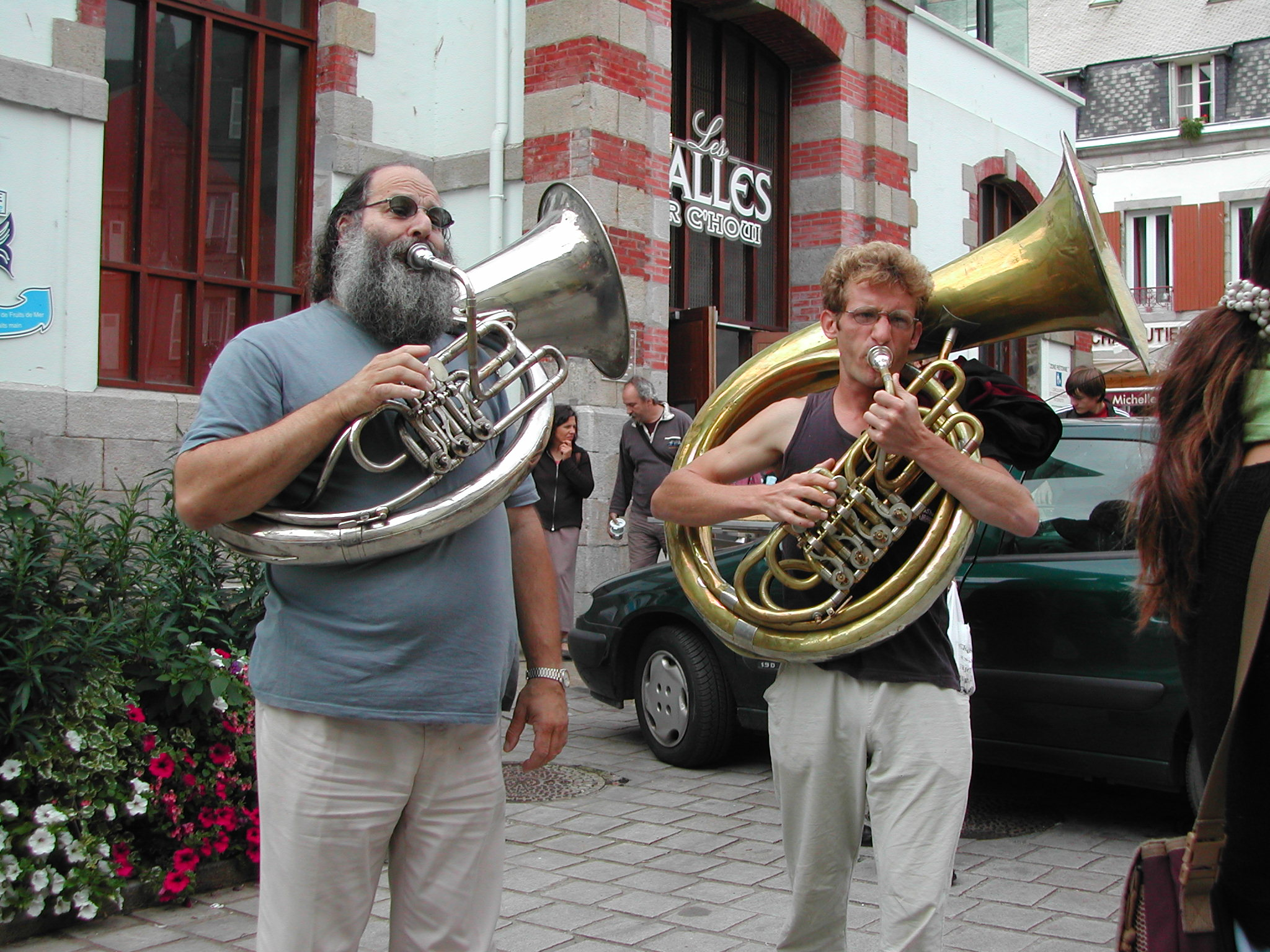
Due helicon
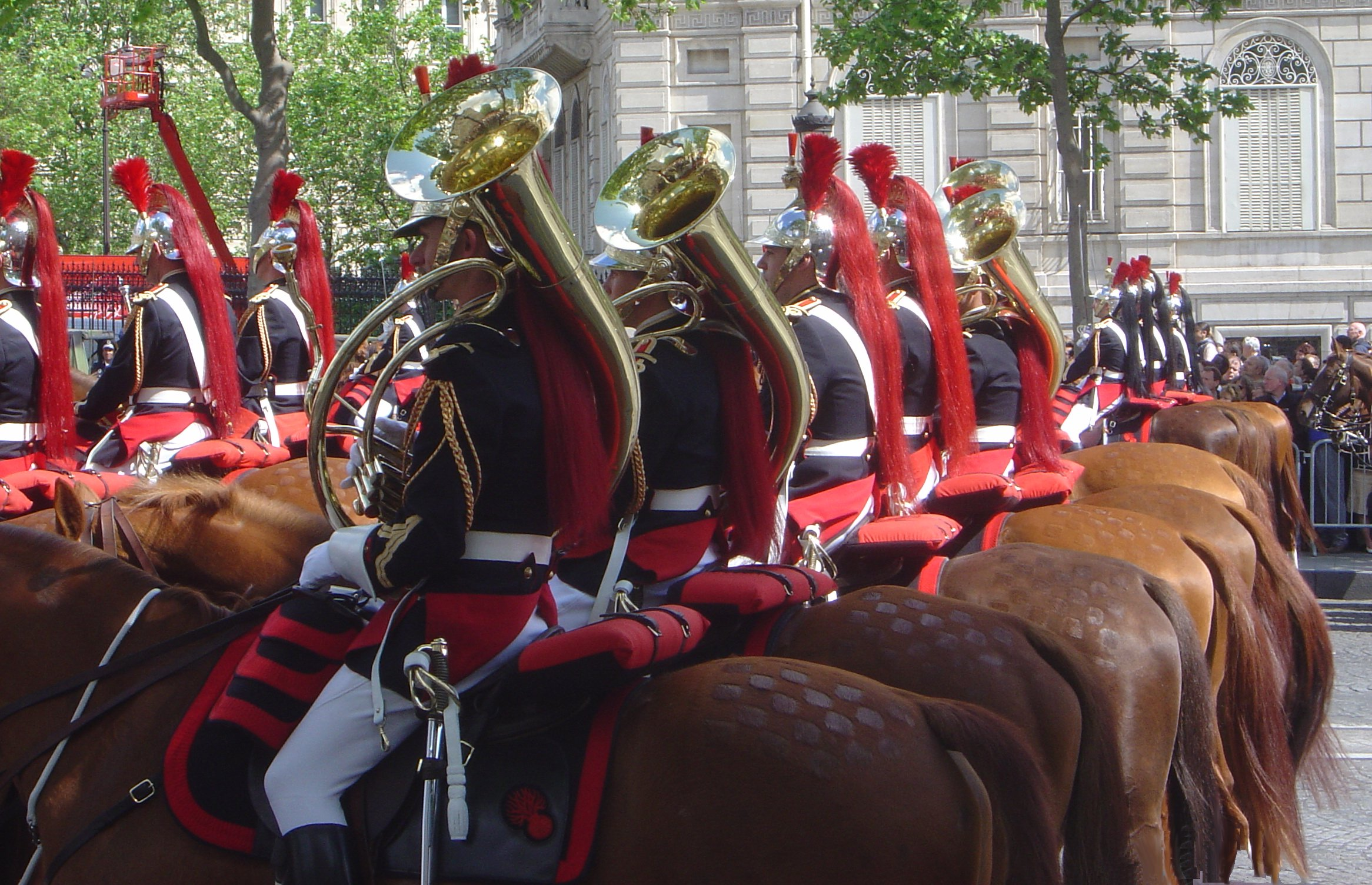
Gli helicon utilizzati dalla banda musicale della guardia repubblicana francese